# Działa Nawarony
Działa Nawarony (ang. The Guns of Navarone) – powieść szkockiego pisarza Alistaira MacLeana, opublikowana w 1957.

## Treść
Akcja toczy się podczas II wojny światowej. Głównymi bohaterami są: Nowozelandczyk Keith Mallory w randze kapitana – dawny partyzant z Krety i alpinista, Amerykanin Dusty Miller w randze kaprala – mistrz sabotażu, grecki pułkownik Andrea Stavros, Casey Brown – mechanik i Andy Stevens – alpinista cierpiący na napady panicznego lęku. Dostali oni rozkaz zniszczenia dwóch dział, które Wehrmacht umiejscowił na wyspie Nawarona, w przeciwnym razie zginie 1200 ludzi z pobliskiej wyspy Cheros.
Sama Nawarona jest wyspą fikcyjną, tak jak cała akcja, choć możliwe, że w czasie wojny miała miejsce podobna akcja przy odbijaniu z rąk Niemców którejś z wysp na Morzu Egejskim. Dowódca wyprawy – Mallory został tak nazwany na cześć przedwojennego alpinisty George'a Mallory'ego, który zginął tragicznie podczas próby zdobycia Mount Everestu w 1924.
Powieść doczekała się kontynuacji,  wydanej w 1968, zatytułowanej Komandosi z Nawarony. Wcześniej w 1961 roku powstała filmowa adaptacja pt. Działa Navarony.